# 臺南市議員列表
臺南市議員列表名列已經宣示任職於改制為直轄市的臺南市議會的議員，總共57席。歷屆如下：

## 第一屆臺南市議會
第一屆臺南市議員於2010年11月27日的直轄市議員選舉選出，現席次民進黨28席、國民黨14席及無黨籍13席，缺額2席，總共57席。

### 當選議員列表
| 第一選區 | 後壁區、白河區、東山區                                                       |
| 第一選區 | 民進黨：賴美惠 國民黨：張世賢                                                |
| 第二選區 | 鹽水區、新營區、柳營區                                                       |
| 第二選區 | 民進黨：李退之、賴惠員 國民黨：蔡育輝 無黨籍：趙昆原                         |
| 第三選區 | 北門區、學甲區、將軍區                                                       |
| 第三選區 | 民進黨：侯澄財 無黨籍：謝財旺                                                |
| 第四選區 | 下營區、六甲區、麻豆區、官田區                                               |
| 第四選區 | 民進黨：陳文賢、楊麗玉 無黨籍：郭秀珠、吳通龍                                |
| 第五選區 | 七股區、佳里區、西港區                                                       |
| 第五選區 | 民進黨：蔡蘇秋金、陳朝來、蔡秋蘭                                             |
| 第六選區 | 善化區、安定區                                                               |
| 第六選區 | 無黨籍：梁順發、李文俊                                                       |
| 第七選區 | 大內區、山上區、新化區                                                       |
| 第七選區 | 民進黨：林志聰 無黨籍：林全忠                                                |
| 第八選區 | 楠西區、南化區、玉井區、左鎮區                                               |
| 第八選區 | 民進黨：王峻潭                                                               |
| 第九選區 | 永康區、新市區                                                               |
| 第九選區 | 民進黨：陳秋萍、郭國文、林宜瑾 國民黨：李坤煌、林燕祝 無黨籍：林慶鎮、施重男 |

| 第10選區 | 安南區                                                               |
| 第10選區 | 民進黨：郭清華、郭信良、王錦德 國民黨：黃麗招 無黨籍：林炳利         |
| 第11選區 | 北區                                                                 |
| 第11選區 | 民進黨：唐碧娥、陳怡珍 國民黨：謝龍介、許至樁                        |
| 第12選區 | 中西區                                                               |
| 第12選區 | 民進黨：邱莉莉 國民黨：洪玉鳳                                        |
| 第13選區 | 安平區                                                               |
| 第13選區 | 民進黨：李文正 國民黨：盧崑福                                        |
| 第14選區 | 東區                                                                 |
| 第14選區 | 民進黨：蔡旺詮、陸美祈、王定宇 國民黨：曾培雅、陳文科 無黨籍：曾順良 |
| 第15選區 | 南區                                                                 |
| 第15選區 | 民進黨：陳進益、莊玉珠 國民黨：林美燕、蔡淑惠                        |
| 第16選區 | 仁德區、歸仁區、關廟區、龍崎區                                       |
| 第16選區 | 民進黨：曾王雅雲 無黨籍：張伯祿、陳特清、杜素吟                      |
| 第17選區 | 平地原住民族選區                                                     |
| 第17選區 | 國民黨：蔡玉枝                                                       |
| 第18選區 | 山地原住民族選區                                                     |
| 第18選區 | 無黨籍：曾秀娟（任內回復傳統姓名谷暮·哈就（Kumu Hacyo））            |

### 議員異動記事
| 異動議員 | 發生日期       | 事由                               | 遞補議員 |
| -------- | -------------- | ---------------------------------- | -------- |
| 李文俊   | 2010年12月29日 | 議長選舉疑似跑票，遭國民黨開除黨籍 |          |
| 張世賢   | 2010年12月29日 | 議長選舉疑似跑票，遭國民黨開除黨籍 |          |
| 李坤煌   | 2010年12月29日 | 議長選舉疑似跑票，遭國民黨開除黨籍 |          |
| 陳文科   | 2010年12月29日 | 議長選舉疑似跑票，遭國民黨開除黨籍 |          |
| 曾培雅   | 2010年12月29日 | 議長選舉疑似跑票，遭國民黨開除黨籍 |          |
| 蔡淑惠   | 2010年12月29日 | 議長選舉疑似跑票，遭國民黨開除黨籍 |          |
| 林美燕   | 2010年12月29日 | 議長選舉疑似跑票，遭國民黨開除黨籍 |          |
| 陳進義   | 2010年12月29日 | 議長選舉疑似跑票，遭國民黨開除黨籍 |          |
| 黃麗招   | 2010年12月29日 | 議長選舉疑似跑票，遭國民黨開除黨籍 |          |
| 蔡玉枝   | 2010年12月29日 | 議長選舉疑似跑票，遭國民黨開除黨籍 |          |
| 梁順發   | 2011年1月12日  | 議長選舉疑似跑票，遭民進黨開除黨籍 |          |
| 蔡秋蘭   | 2011年1月12日  | 議長選舉疑似跑票，遭民進黨開除黨籍 |          |
| 唐碧娥   | 2011年1月12日  | 議長選舉疑似跑票，遭民進黨開除黨籍 |          |
| 吳健保   | 2011年5月11日  | 因盜採砂石案判決有罪遭解職         | 不遞補   |
| 陳進義   | 2011年11月6日  | 因賄選案判決當選無效遭解職         | 王錦德   |
| 顏炎釧   | 2012年5月28日  | 因賄選案判決當選無效遭解職         | 蔡育輝   |
| 李宗富   | 2012年8月27日  | 因賄選案判決當選無效遭解職         | 黃郁文   |
| 陳進雄   | 2012年10月31日 | 因賄選案判決當選無效遭解職         | 趙昆原   |
| 黃郁文   | 2014年3月13日  | 因土地徵收弊案判決有罪遭解職       | 許至椿   |
| 謝龍介   | 2014年5月22日  | 自行請辭                           | 不遞補   |

## 第二屆臺南市議會
第二屆臺南市議員於2014年11月29日的直轄市議員選舉選出，現席次民進黨23席、國民黨15席、台聯1席及無黨籍14席，缺額4席，總共57席。

### 政黨席次
| 政黨                   | 共57席 | 共57席  | 共57席 |
| ---------------------- | ------ | ------- | ------ |
| 政黨                   | 席次   | 得票數  | 得票率 |
| 民主進步黨             | 28     | 448,577 | 46.03% |
| 中國國民黨             | 16     | 272,235 | 27.93% |
| 台灣團結聯盟           | 1      | 23,002  | 2.36%  |
| 樹黨                   | 0      | 6,784   | 0.46%  |
| 無黨籍及未經政黨推薦者 | 12     | 228,614 | 23.46% |

### 當選議員列表
| 第一選區 | 後壁區、白河區、東山區                                                          |
| 第一選區 | 民進黨：賴美惠 國民黨：張世賢                                                   |
| 第二選區 | 鹽水區、新營區、柳營區                                                          |
| 第二選區 | 民進黨：賴惠員 無黨籍：趙昆原 國民黨：蔡育輝                                    |
| 第三選區 | 北門區、 學甲區、將軍區                                                         |
| 第三選區 | 民進黨：侯澄財 無黨籍：謝財旺                                                   |
| 第四選區 | 下營區、六甲區、麻豆區、官田區                                                  |
| 第四選區 | 民進黨：陳文賢、吳通龍 無黨籍：郭秀珠                                           |
| 第五選區 | 七股區、佳里區、西港區                                                          |
| 第五選區 | 民進黨：蔡蘇秋金 無黨籍：陳朝來、蔡秋蘭                                         |
| 第六選區 | 善化區、安定區                                                                  |
| 第六選區 | 民進黨：林志展 無黨籍：梁順發                                                   |
| 第七選區 | 大內區、山上區、新化區                                                          |
| 第七選區 | 民進黨：林志聰 國民黨：林全忠                                                   |
| 第八選區 | 楠西區、南化區、玉井區、左鎮區                                                  |
| 第八選區 | 民進黨：王峻潭                                                                  |
| 第九選區 | 永康區、新市區、                                                                |
| 第九選區 | 民進黨：陳秋萍、林宜瑾 國民黨：林燕祝、李坤煌 無黨籍：林慶鎮、林阳乙 台聯：楊中成 |

| 第10選區 | 安南區                                                               |
| 第10選區 | 民進黨：郭清華、郭信良、王錦德 國民黨：李中岑 無黨籍：林炳利         |
| 第11選區 | 北區                                                                 |
| 第11選區 | 民進黨：陳怡珍、唐碧娥 國民黨：謝龍介、許至樁                        |
| 第12選區 | 中西區                                                               |
| 第12選區 | 民進黨：邱莉莉 國民黨：洪玉鳳                                        |
| 第13選區 | 安平區                                                               |
| 第13選區 | 民進黨：李文正 國民黨：盧崑福                                        |
| 第14選區 | 東區                                                                 |
| 第14選區 | 民進黨：蔡旺詮、陸美祈、陳金鐘 國民黨：曾培雅、王家貞 無黨籍：曾順良 |
| 第15選區 | 南區                                                                 |
| 第15選區 | 民進黨：呂維胤 國民黨：林美燕、蔡淑惠 無黨籍：莊玉珠                 |
| 第16選區 | 仁德區、歸仁區、關廟區、龍崎區                                       |
| 第16選區 | 民進黨：劉正昌 無黨籍：杜素吟、曾王雅雲                              |
| 第17選區 | 平地原住民族選區                                                     |
| 第17選區 | 國民黨：蔡玉枝                                                       |
| 第18選區 | 山地原住民族選區                                                     |
| 第18選區 | 無黨籍：谷暮·哈就（Kumu Hacyo）                                      |

### 議員異動記事
| 異動議員 | 發生日期       | 事由                                     | 遞補議員 |
| -------- | -------------- | ---------------------------------------- | -------- |
| 陳朝來   | 2014年12月31日 | 議長選舉疑似跑票，遭民進黨開除黨籍       |          |
| 蔡秋蘭   | 2014年12月31日 | 議長選舉疑似跑票，遭民進黨開除黨籍       |          |
| 梁順發   | 2014年12月31日 | 議長選舉疑似跑票，遭民進黨開除黨籍       |          |
| 莊玉珠   | 2014年12月31日 | 議長選舉疑似跑票，遭民進黨開除黨籍       |          |
| 曾王雅雲 | 2014年12月31日 | 議長選舉疑似跑票，遭民進黨開除黨籍       |          |
| 張伯祿   | 2015年12月19日 | 病逝                                     | 不遞補   |
| 郭國文   | 2016年5月20日  | 轉任林全內閣勞動部政務次長               | 不遞補   |
| 李全教   | 2016年4月22日  | 因議長賄選案一審判決有罪遭停職           |          |
| 李全教   | 2016年8月30日  | 因議長賄選案二審判決當選無效遭解職       | 王峻潭   |
| 賴美惠   | 2016年10月5日  | 議長補選上任                             |          |
| 陳特清   | 2017年1月29日  | 病逝                                     | 不遞補   |
| 李退之   | 2017年11年1日  | 轉任賴清德內閣行政院農業委員會副主任委員 | 不遞補   |

## 第三屆臺南市議會
第三屆臺南市議員於2018年11月24日的直轄市議員選舉選出，現席次民進黨25席、國民黨15席、時代力量1席、台聯1席及無黨籍13席，缺額2席，總共57席。

### 政黨席次
| 政黨                   | 共57席 | 共57席  | 共57席 |
| ---------------------- | ------ | ------- | ------ |
| 政黨                   | 席次   | 得票數  | 得票率 |
| 民主進步黨             | 25     | 382,633 | 39.81% |
| 中國國民黨             | 16     | 281,642 | 29.31% |
| 台灣團結聯盟           | 1      | 13,533  | 1.41%  |
| 時代力量               | 1      | 9,241   | 0.96%  |
| 親民黨                 | 0      | 3,571   | 0.37%  |
| 台灣基進               | 0      | 19,221  | 2.00%  |
| 台灣人民共產黨         | 0      | 1,002   | 0.10%  |
| 無黨籍及未經政黨推薦者 | 14     | 250,198 | 26.03% |